# Robin Hood e i pirati
Robin Hood e i pirati è un film del 1960 diretto da Giorgio Simonelli.

## Trama
In questa versione italiana della saga di Robin Hood, il protagonista abbandona la foresta di Sherwood e si allea coi pirati.
Dopo vari scontri e mille avventure però si stanca e decide di ritornare nella sua terra, dove scopre che il padre è stato ucciso e che un usurpatore è salito al trono.
Così ricomincia la sua vecchia vita da combattente che difende i poveri contro i ricchi.

## Errori e anacronismi
In una scena viene mostrata la bandiera britannica al castello: la Union Jack venne adottata non prima del 1606, mentre la leggenda di Robin Hood è ambientata ai tempi della terza crociata (1187-1192).
Una nave pirata atterra su una spiaggia di sabbia, con un cartello che indica la Contea di Sherwood: la foresta di Sherwood non ha confini marittimi e non è mai stata una contea, faceva infatti parte della contea di Nottinghamshire.

## Distribuzione
Il film arrivò nelle sale cinematografiche italiane dalla Indipendenti Regionali il 24 dicembre 1960.
Venne anche distribuito negli Stati Uniti, doppiato, dalla Embassy Pictures nel 1964.